# Doctor Strange en el multiverso de la locura
Doctor Strange en el Multiverso de la Locura (en inglés: Doctor Strange in the Multiverse of Madness) es una película de superhéroes estadounidense basada en el personaje de Doctor Strange, de Marvel Comics. Producida por Marvel Studios y distribuida por Walt Disney Studios Motion Pictures, es la secuela de Doctor Strange (2016) y la película número 28 del Universo cinematográfico de Marvel (UCM). La película está dirigida por Sam Raimi, escrita por Michael Waldron y es protagonizada por Benedict Cumberbatch como Stephen Strange junto a Chiwetel Ejiofor, Benedict Wong, Xochitl Gomez, Rachel McAdams, Michael Stuhlbarg y antagonizada por Elizabeth Olsen. En la película, Stephen Strange deberá proteger a América Chávez (Gómez), una adolescente capaz de viajar por el multiverso, de Wanda Maximoff (Olsen).
El director y coguionista de Doctor Strange, Scott Derrickson, tenía planes para una secuela en octubre de 2016. Firmó para regresar como director en diciembre de 2018, cuando se confirmó el regreso de Cumberbatch. El título de la película se anunció en julio de 2019 junto con la participación de Olsen, mientras que Bartlett fue contratado para escribir la película en octubre. Derrickson renunció como director en enero de 2020, citando diferencias creativas. Waldron y Raimi se unieron al mes siguiente y comenzaron de nuevo, agregando elementos del género terror con el que Raimi había trabajado anteriormente y continuando la historia de la miniserie Disney+, WandaVision (2021). El rodaje comenzó en noviembre de 2020 en Londres, pero se suspendió en enero de 2021 debido a la pandemia de COVID-19. La producción se reanudó en marzo de 2021 y concluyó a mediados de abril en Somerset. También se produjeron filmaciones en Surrey y Los Ángeles. Con un presupuesto de producción de 294,5 millones de dólares, Doctor Strange en el multiverso de la locura es una de las películas más caras jamás hechas.
Doctor Strange en el multiverso de la locura tuvo su estreno en el Dolby Theatre en Hollywood, Los Angeles, el 2 de mayo de 2022 y fue estrenada en los Estados Unidos el 6 de mayo de 2022, como parte de la «Fase Cuatro» del Universo cinematográfico de Marvel. La película recibió críticas generalmente positivas de los críticos y recaudó 955,8 millones de dólares en todo el mundo, lo que la convierte en la cuarta película más taquillera de 2022.

## Argumento
La historia comienza con América Chávez y una versión alternativa de Stephen Strange siendo perseguidos por un demonio en el espacio entre universos mientras buscan el Libro de los Vishanti. Ese Strange es asesinado y Chávez crea un portal que los transporta a la Tierra-616, donde el Stephen Strange de ese universo rescata a Chávez de otro demonio con la ayuda del Hechicero Supremo, Wong. Chávez explica que los demonios la están cazando porque tiene el poder de viajar a través del multiverso.
Al reconocer runas de brujería en el demonio, Strange consulta a Wanda Maximoff, pero se da cuenta de que ella es la responsable de los ataques. Después de adquirir el Darkhold y convertirse en la Bruja Escarlata, Wanda cree que tomar los poderes de Chávez y viajar por el multiverso le permitirá reunirse con Billy y Tommy, los niños que creó durante su tiempo en Westview. Cuando Strange se niega a entregar a Chávez, Wanda ataca Kamar-Taj, y mata a muchos hechiceros. Chávez se transporta accidentalmente junto con Strange a la Tierra-838. Wanda usa el Darkhold para "deambular", tomando el control de su contraparte de la Tierra-838 que vive una vida suburbana con sus propios Billy y Tommy. Una hechicera sobreviviente se sacrifica para destruir el Darkhold y romper el hechizo. Luego, Wanda obliga a Wong a llevarla al Monte Wundagore, la fuente del poder del Darkhold, para restablecer el hechizo.
Mientras buscan ayuda, Strange y Chávez son detenidos por el Hechicero Supremo de la Tierra-838, Karl Mordo, y llevados ante los Illuminati, un grupo formado por Mordo, Peggy Carter, Blackagar Boltagon, María Rambeau, Reed Richards y Charles Xavier. Estos le explican a Strange que a través del uso imprudente del Darkhold de su universo en un intento de derrotar a Thanos, el Strange de la Tierra-838 desencadenó una "incursión" que destruyó el universo. Después de derrotar a Thanos, los Illuminati ejecutaron a Strange para evitar que causara más daño. Mordo cree que Strange de la Tierra-616 es igualmente peligroso, pero Wanda restablece su hechizo en el Monte Wundagore y llega al cuerpo de su contraparte de la Tierra-838 antes de que los Illuminati puedan emitir un juicio. Ella mata a todos los Illuminati excepto a Mordo, a quien Strange retiene antes de huir con Chávez. Los dos escapan con la ayuda de la versión Tierra-838 de la ex prometida de Strange, Christine Palmer, una científica que trabaja con los Illuminati.
Strange, Chávez y Palmer ingresan al espacio entre universos para encontrar el Libro de Vishanti, que es la antítesis del Darkhold, pero aparece Wanda y lo destruye. Luego se apodera de la mente de Chávez y usa sus poderes para enviar a Strange y Palmer a un universo destruido por la incursión. Strange derrota al Strange del universo destruido, que ha sido corrompido por el Darkhold de su universo, y luego usa ese Darkhold para "deambular" hacia el cuerpo de su contraparte fallecida en la Tierra-616. Con la ayuda de Wong, Strange salva a Chávez de Wanda y la alienta a usar sus habilidades contra la malvada bruja. Chavez transporta a Wanda a la Tierra-838, donde ve a Billy y Tommy y a su versión 838 de ese universo y ataca cruelmente a su variante y los niños retroceden de miedo mientras lloran por su madre. Al darse cuenta de qué se ha convertido en un monstruo, Wanda se arrepiente de todo el mal que causó por su egoísmo y maldad y finalmente usa sus poderes para derribar el Monte Wundagore, destruyendo simultáneamente todas las copias de Darkhold en todo el multiverso y presuntamente sacrificándose en el proceso. Chávez devuelve a Strange y Palmer a sus respectivos universos.
Algún tiempo después, Kamar-Taj es reparado y los hechiceros sobrevivientes, junto con Chávez, continúan entrenando. Strange desarrolla un tercer ojo tras usar el Darkhold y entrar en un cadáver en sueños. En una escena de mitad de los créditos, una hechicera se le acerca a Strange y le advierte que sus acciones han desencadenado una incursión que debe ayudar a arreglar, por lo que Strange la sigue a la Dimensión Oscura.

## Reparto

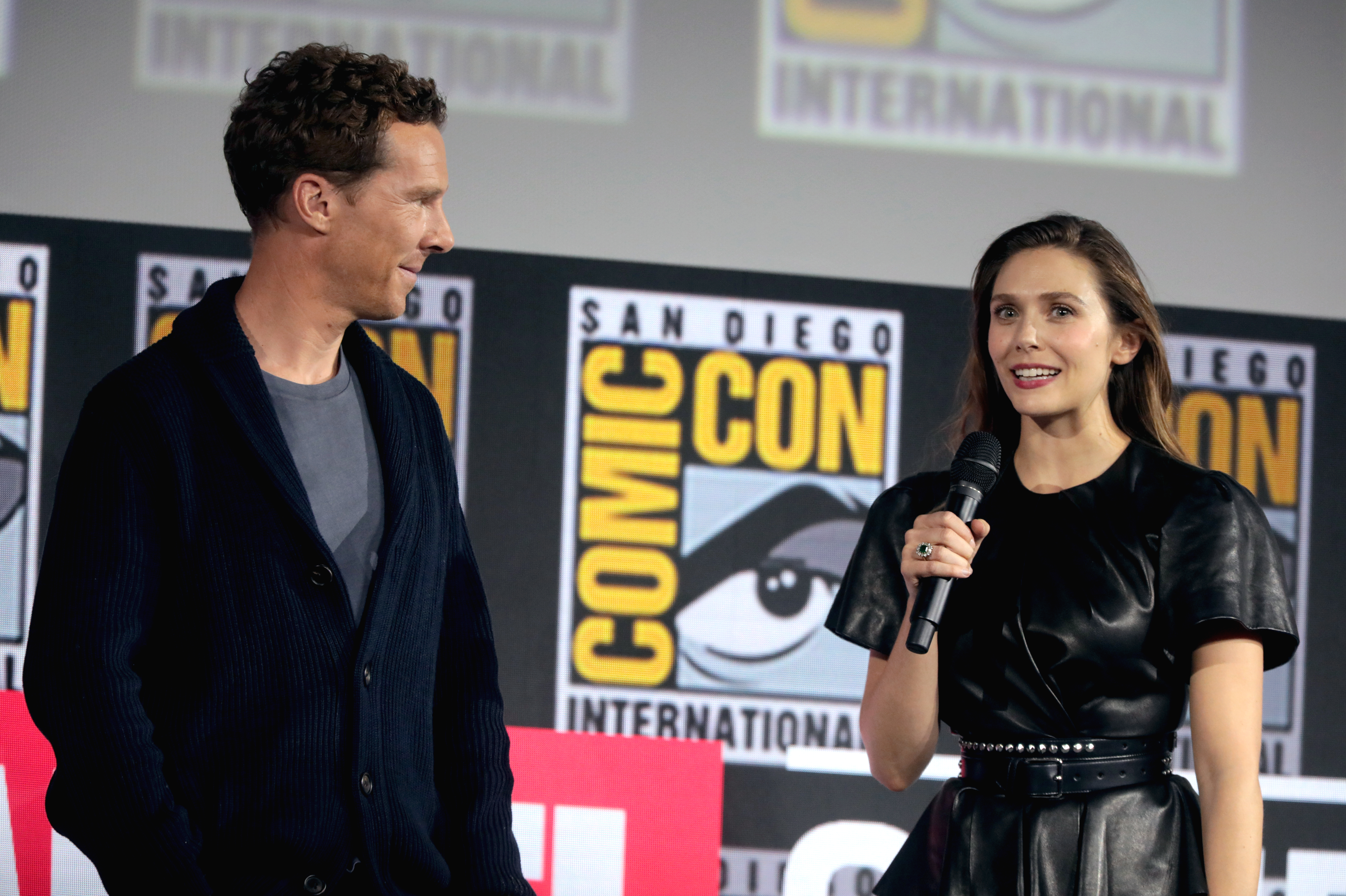
Cumberbatch y Olsen anuncian la película en la Convención Internacional de Cómics de San Diego de 2019.

- Benedict Cumberbatch como el Dr. Stephen Strange:
Un neurocirujano que se convirtió en un maestro de las artes místicas después de un accidente automovilístico que puso fin a su carrera.[10][11] El escritor Michael Waldron dijo que Strange estaba "en el apogeo de sus poderes" en la película,[12] y comparó a Strange con Indiana Jones, como un héroe que puede "recibir un puñetazo", pero con el intelecto del chef Anthony Bourdain,[13] y agregó que es un "gran héroe de aventuras al que te gusta ver patear traseros".[14] El director Sam Raimi explicó que Strange comienza la película creyendo que él debe tomar todas las decisiones y debe aprender a "dejarse llevar un poco" y confiar en los demás.[15] Cumberbatch también interpreta múltiples versiones alternativas del personaje,[16][17] incluidos una versión que muere al comienzo de la película y usa un traje inspirado en la serie de cómics Defenders, de Matt Fraction, de 2011;[18][19] el anterior Hechicero Supremo de la Tierra-838 que fundó los Illuminati; y una versión que ha sido corrompida por el Darkhold.[18]
- Elizabeth Olsen como Wanda Maximoff / Bruja Escarlata:
Una antigua Vengadora corrompida que puede aprovechar la magia del caos, participar en la telepatía, la telequinesis y alterar la realidad.[20][21] La película continúa la "propiedad de Wanda de lo que la hace única y la responsabilidad de su experiencia de vida" que comenzó en la serie WandaVision (2021),[22] incluyendo el uso de un acento que es más fiel a su herencia sokoviana después de que algunas de los proyectos anteriores del UCM se hubieran movido a un acento estadounidense.[8] Olsen quería asegurarse de que el papel de Wanda en la película honrara los eventos de la serie,[23] solicitando algunos ajustes a la película para asegurar que evolucionara el personaje en lugar de repetir momentos de WandaVision.[24] Sintió que la interpretación de la película mostraba una nueva confianza en el personaje que era "realmente fortalecedora", y dijo que estaba "bien interpretar personajes con los que la gente se frustra a veces".[25] Olsen también interpreta a la contraparte de la Tierra-838 del personaje.[26][27]
- Chiwetel Ejiofor como Karl Mordo:
El Hechicero Supremo de la Tierra-838 y miembro de los Illuminati.[28] Es una versión alternativa del Mordo visto en la primera película, que lo establece como un futuro antagonista. Esa versión no aparece en la secuela porque no encajaba en la historia, y Waldron explicó que estaban enfocados en la versión de la Tierra-838 del personaje y sintieron que era más emocionante dejar la versión de la Tierra-616 para "otro día".[29] Raimi reveló que se planeó que la versión de Tierra-616 de Mordo apareciera en una secuencia de apertura desechada, en la que Wanda lo habría matado.[30]
- Benedict Wong como Wong:
El Hechicero Supremo de la Tierra-616, mentor y amigo de Strange.[31][32] El actor se alegró de saber que su personaje sería el Hechicero Supremo y estaría cara a cara con Doctor Strange",[33] sirviendo como la voz de la razón para Strange, quien finalmente enfrenta las consecuencias por ignorar el consejo de Wong.[34] El actor tuvo más escenas de acción en esta película y se preparó entrenando con el exjugador de la liga de rugby Shannon Hegarty.[33]
- Xochitl Gomez como América Chávez:
Una adolescente que tiene la capacidad de viajar entre dimensiones al abrir portales.[35][36] Ella proviene de otro universo conocido como el Paralelo Utópico.[27][36] Gómez quería permanecer fiel al material original a pesar de interpretar una versión más joven del personaje que la que se ve en los cómics,[36] y dijo que su viaje en la película comienza cuando el personaje ha estado sola durante mucho tiempo y "huyendo de su unicidad". Chávez tiene que aceptar sus habilidades y aprender a confiar en los demás al final de la película.[36][35] Marvel Studios había estado buscando la película adecuada para presenta al personaje durante mucho tiempo antes de decidirse por Multiverse of Madness.[35]
- Michael Stuhlbarg como Nicodemus West: Cirujano y antiguo colega de Strange.[37] Se planeó que Stuhlbarg también interpretara a su contraparte de la Tierra-838, pero solo pudo filmar una escena (como la versión original) debido a conflictos de programación. La versión de la Tierra-838 habría trabajado para los Illuminati, con los protagonistas encontrando su cabeza después de que Wanda lo matara fuera de la pantalla, similar a la muerte de Ray Arnold de Samuel L. Jackson en Parque Jurásico (1993).[29]
- Rachel McAdams como Christine Palmer:
Una cirujana de emergencia que era colega y la pareja de Stephen Strange.[38] La película explora la decisión de Strange al final de Doctor Strange (2016) de proteger el Santuario de Nueva York y no estar con Palmer, a pesar de que todavía siente algo por ella y posiblemente lamentando esa decisión,[39] con Palmer casándose con otra persona en esta película.[26] McAdams también interpreta a la contraparte del personaje en la Tierra-838, empleada de la Fundación Baxter y exesposa de Stephen Strange en esa realidad.[26] McAdams describió esta versión del personaje como una "experta multiversal", lo que le permitió tener más escenas de acción en comparación con la primera película.[40][41] Esta versión tiene "mucha más experiencia" que la versión original del personaje debido a que la versión de la Tierra-838 de Strange está corrupta,[40] pero su historia con el Strange de la Tierra-616 ayuda a resolver su historia de amor con su propia versión de Palmer.[42]

Los Illuminati de la Tierra-838 también incluyen a Patrick Stewart como Charles Xavier, interpretando una versión diferente del personaje que interpretó anteriormente en la serie de películas de X-Men de 20th Century Fox; Hayley Atwell como Peggy Carter / Capitana Carter, después de prestar su voz para una versión similar del personaje en la serie animada What If...?; Lashana Lynch como María Rambeau / Capitana Marvel, una versión alternativa de su personaje en Capitana Marvel (2019); Anson Mount como Blackagar Boltagon / Black Bolt, una versión alternativa de su papel en la serie de ABC de Marvel Television, Inhumans (2017); y John Krasinski como Reed Richards / Mister Fantastic, un miembro de los Cuatro Fantásticos.
Julian Hilliard y Jett Klyne interpretan las versiones Tierra-838 de los hijos de Wanda, Billy y Tommy, repitiendo sus respectivos papeles de WandaVision, mientras que Topo Wresniwiro repite su papel de la primera película como Hamir, un maestro de las Artes Místicas. También aparecen en la película Sheila Atim como Sara, una maestra de las artes místicas, y Adam Hugill como la voz de Rintrah, un ser parecido a minotauro de R'Vaal que es estudiante en Kamar-Taj. Ross Marquand da voz a los centinelas Ultron que aparecen en la Tierra-838. Marquand interpretó previamente una versión diferente de Ultron en What If...?, reemplazando a James Spader, quien interpretó al Ultron de la Tierra-616 en Avengers: Age of Ultron (2015). El personaje Clea se presenta en la escena de mitad de los créditos, interpretadA por Charlize Theron, y el escritor Michael Waldron hace un cameo como invitado en la boda de Palmer. Bruce Campbell, un colaborador frecuente de Sam Raimi, hace dos apariciones como vendedor ambulante de bolas de pizza del universo alternativo llamado Pizza Poppa, tanto durante la película como en la escena posterior a los créditos. Scott Spiegel, otro colaborador frecuente de Raimi, da voz a una de las almas de los condenados que atacan a Strange cuando posee un cadáver. Por su parte, el coproductor Richie Palmer también prestó su voz para una de las almas de los condenados.

## Producción

### Desarrollo
El coguionista de Doctor Strange (2016), C. Robert Cargill declaró en abril de 2016 que Marvel Studios estaba analizando algunas ideas iniciales para una futura película, por lo que cuando el director Scott Derrickson se refirió a las "cosas raras" asociadas con el personaje para presentarlas en la historia de origen, Marvel Studios le dijo al dúo que los guardara para posibles películas futuras. Derrickson reveló en octubre de 2016 que tenía planes para una secuela, expresando su amor por el personaje y las posibilidades visuales, y señaló que la primera película fue "la punta de un iceberg. Hay mucho progreso que se puede hacer". Quería seguir el ejemplo de The Dark Knight (2008) y "traer un villano en el que realmente pudieras profundizar [y tener] una experiencia más visceral". La estrella Benedict Cumberbatch agregó que había firmado para al menos una película más de Doctor Strange. Para la secuela, Derrickson expresó interés en presentar al villano Nightmare, y explorar más a fondo a los personajes de Jonathan Pangborn y Hamir, después de sus papeles más pequeños en la primera película. También explicó que debido a su estrecha relación con el presidente de Marvel Studios, Kevin Feige, y Joe Russo, codirector de Avengers: Infinity War (2018) y Avengers: Endgame (2019), estaba "informado" sobre como las películas de los Vengadores utilizaban al Dr. Stephen Strange. El coguionista de Doctor Strange, Jon Spaihts, también expresó interés en ver aparecer al personaje de Clea en una secuela. En abril de 2017, se informó que Derrickson regresaría para una secuela, comenzando a trabajar después de cumplir con sus compromisos con la serie de televisión Locke & Key.

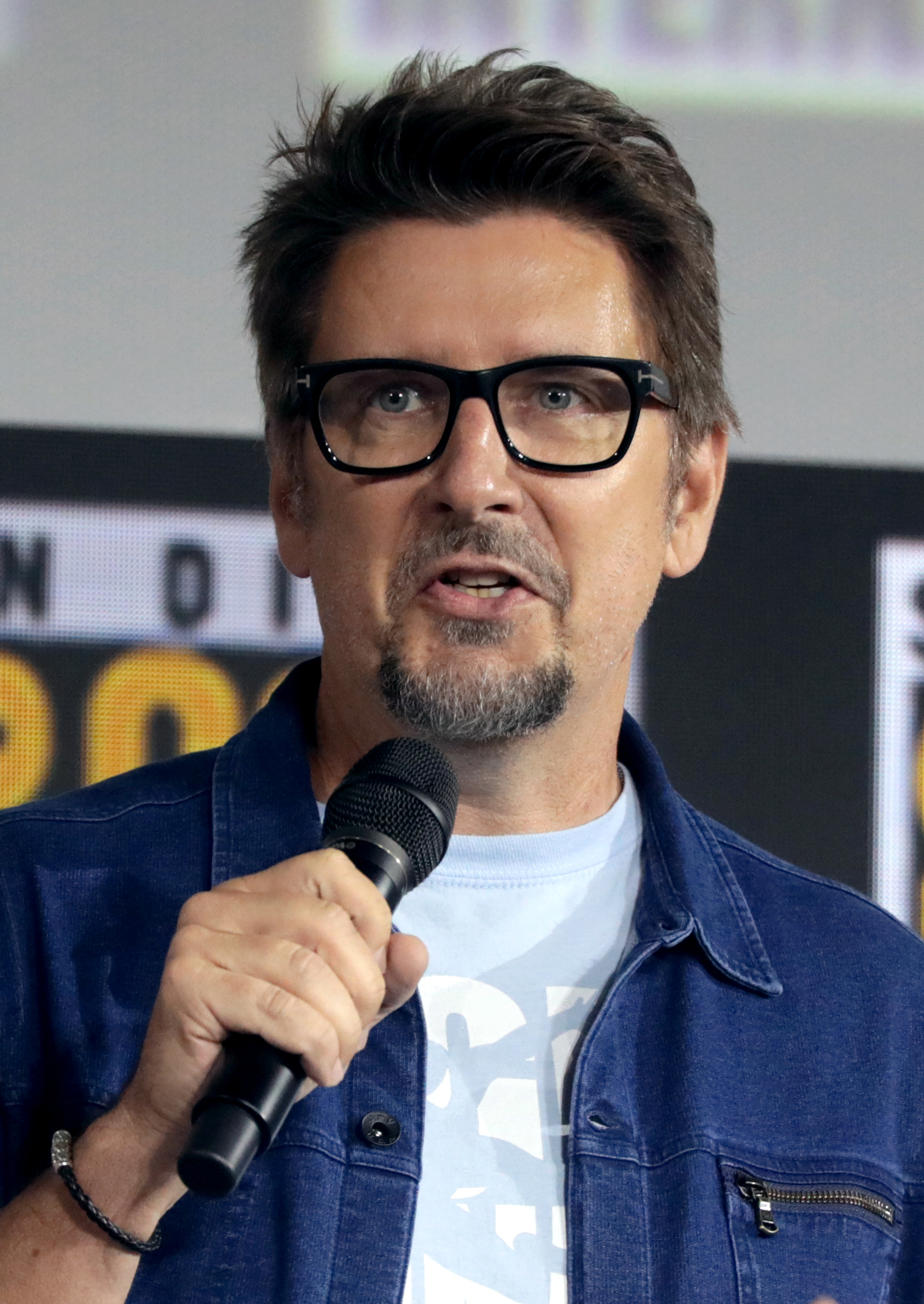
El director original Scott Derrickson anunciando la película en la Comic-Con de San Diego de 2019

Para diciembre de 2018, Derrickson había cerrado discretamente un acuerdo para dirigir la secuela, con Cumberbatch, Benedict Wong y Rachel McAdams retomando sus respectivos papeles del Dr. Stephen Strange, Wong y Christine Palmer, respectivamente, de la película original. Marvel estaba comenzando a buscar un escritor, con The Hollywood Reporter indicando que el guion se escribiría a lo largo de 2019 para un inicio de rodaje planificado a principios de 2020 y un posible estreno en mayo de 2021. Feige y Derrickson anunciaron oficialmente la secuela en la Comic-Con de San Diego en julio de 2019, revelando que el título sería Doctor Strange in the Multiverse of Madness y confirmando una fecha de estreno para el 7 de mayo de 2021. Derrickson dijo que en lugar de solo otra secuela, quería hacer "la primera película de terror" del Universo cinematográfico de Marvel (UCM) y explorar más elementos góticos y de terror de los cómics que la primera entrega, con el coproductor Richie explicando que la película usaría el multiverso para explorar "cada definición de la palabra locura" y la idea de que "los monstruos más aterradores son los que habitan dentro de nosotros". Feige reveló que la serie de Disney+, WandaVision (2021) crearía directamente la trama de la película, con Elizabeth Olsen retomando su papel de Wanda Maximoff / Bruja Escarlata de la serie. Además, el concepto del multiverso ya se había presentado en el UCM en la primera temporada de la serie Loki (2021), y explorado más a fondo en la película Spider-Man: No Way Home (2021), que se desarrolla unos meses antes que Multiverse of Madness y ve a Cumberbatch repitiendo su papel de Strange. Después de que el final de la primera temporada de Loki fuera estrenado, se informó que Tom Hiddleston repetiría su papel de Loki en Multiverse of Madness, pero finalmente no apareció.
Jade Bartlett, una "guionista prometedora", fue contratada para escribir el guion de la secuela en octubre de 2019. En diciembre de ese año, Feige describió el multiverso como "el siguiente paso en la evolución del MCU", y dijo que esta película "lo abriría de par en par" de una manera que tendría repercusiones para las series de Disney+ y las próximas películas en la Fase Cuatro del UCM. Más adelante en el mes, aclaró que la secuela no sería una película de terror, como algunos informes la habían descrito después del anuncio de la Comic-Con, sino que sería una "gran película del MCU con secuencias de terror". Feige comparó estas secuencias con las películas Raiders of the Lost Ark (1981), Indiana Jones and the Temple of Doom (1984), Gremlins (1984) y Poltergeist (1982), y dijo que Derrickson era bueno para dar "legítimamente miedo", debido a su experiencia haciendo películas de terror. Feige también reveló que la película introduciría varios personajes nuevos y sorprendentes en el UCM, incluido uno que Marvel había estado buscando una forma de usar en una película del UCM durante algún tiempo; Palmer dijo que Marvel Studios había intentado incorporar al personaje al UCM durante mucho tiempo. Más tarde se reveló que se trataba de América Chávez, que se incluyó porque sus poderes están relacionados con el multiverso. Al cocreador de Chávez, Joe Casey, no se le pagó por la aparición del personaje en la película después de que rechazó una oferta de compensación de Marvel Comics que describió como una "miseria".

### Preproducción
En enero de 2020, Marvel y Derrickson anunciaron que este último abandonaría la dirección de la película debido a diferencias creativas. En declaraciones separadas, ambos dijeron que estaban agradecidos por su colaboración hasta el momento, y que Derrickson seguiría siendo productor ejecutivo de la película. No se esperaba que esto retrasara el rodaje, que estaba programado para mayo de 2020. Cargill explicó que él y Derrickson concibieron una historia que iba en una dirección diferente a la que quería Marvel, y que aún no habían escrito un borrador del guion, por lo que la película final no se derivaría de su trabajo. Derrickson dijo que dejar la película fue una decisión difícil, pero que no quería comprometerse con una película diferente a la que él quería hacer. Su decisión de irse se vio facilitada por el hecho de que pudo comenzar a trabajar de inmediato en The Black Phone (2022), otra película que quería hacer. Cumberbatch no fue consultado sobre el cambio de director y dijo que estaba triste de saberlo, pero respetó la decisión y cómo se manejó. Algunos informes sugirieron que Derrickson dejó la película porque quería hacer una "película extraña, retorcida y aterradora sin restricciones", similar a películas de A24 como La bruja (2015) o Hereditary (2018), y Marvel Studios no quería ir en esa dirección, pero Feige lo negó y dijo que al estudio le encantaba esa idea. Explicó que su intención era que la película sirviera como guía hacia un "lado mucho más espeluznante" del MCU, incluso después de la partida de Derrickson, y que querían explorar el "alucinante lado aterrador" del multiverso.

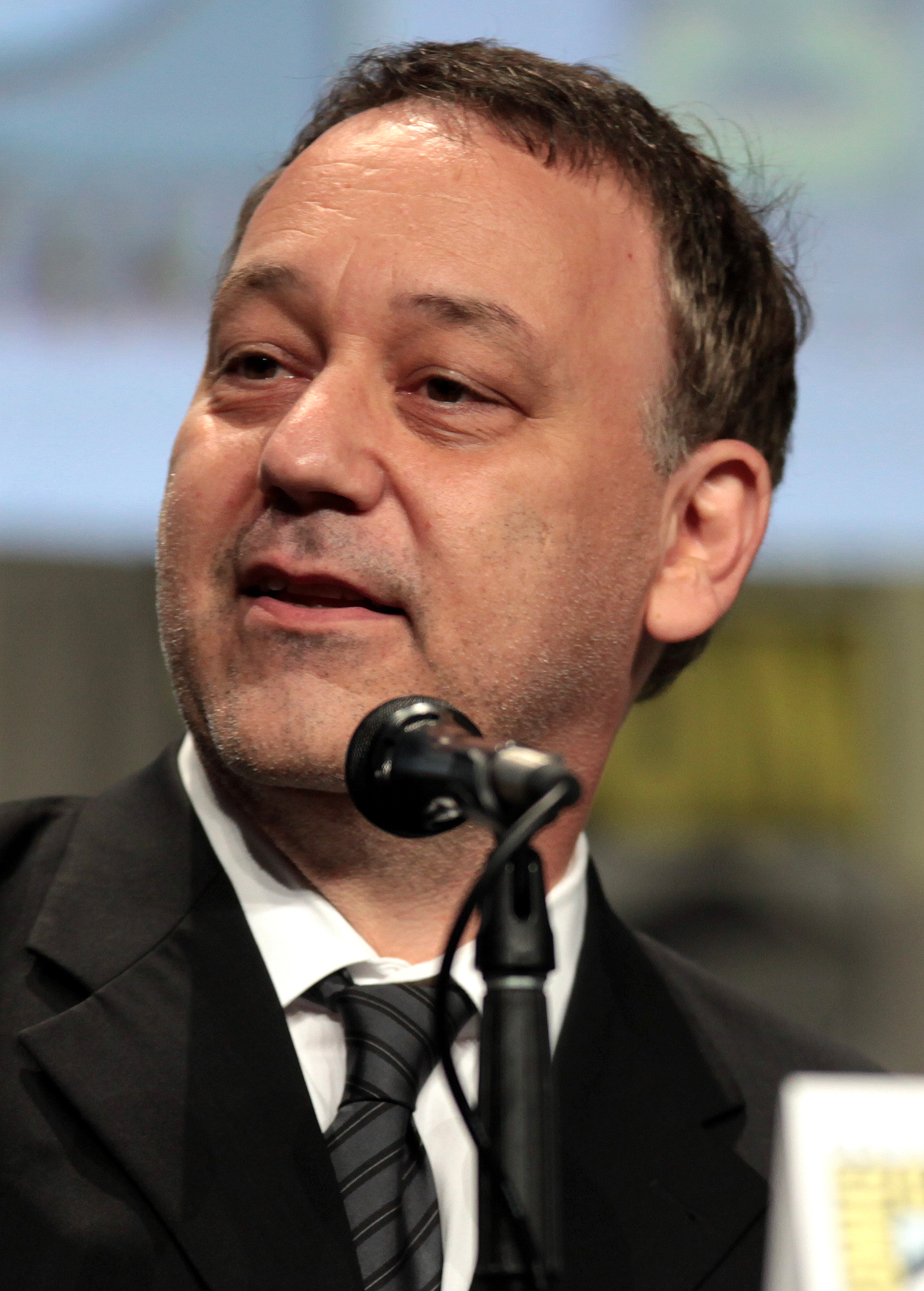
Sam Raimi asumió el cargo de director durante la preproducción

Sam Raimi entró en negociaciones para asumir el cargo de director a principios de febrero de 2020. En ese momento, se esperaba que Chiwetel Ejiofor volviera a interpretar su papel como Karl Mordo, y ya no se esperaba que McAdams apareciera. Michael Waldron fue contratado para reescribir el guion de la película después de servir como escritor principal de la primera temporada de Loki. Raimi firmó para dirigir la película unas semanas después. Se había mostrado reacio a dirigir otra película de superhéroes de Marvel después de la reacción mixta de la crítica a Spider-Man 3 (2007), sintiendo que necesitaba un descanso de ese género, pero aceptó el trabajo debido al desafío de poner la película en producción de inmediato y porque era fanático del personaje de Doctor Strange y del trabajo de Derrickson en la primera película. Raimi tenía curiosidad por saber cómo había cambiado la realización de películas de gran presupuesto desde su película anterior, Oz the Great and Powerful (2013), y también tuvo que familiarizarse con las tramas y los personajes existentes del MCU para la película. Waldron tuvo tres semanas para escribir un nuevo borrador de guion basado en el trabajo realizado por Derrickson y Bartlett. Dijo que era "casi imposible", y Raimi se sintió "muy apurado y aterrado" al tratar de cumplir con la fecha de inicio de producción de mayo de 2020. La pandemia de COVID-19 comenzó a afectar las producciones cinematográficas durante esas primeras tres semanas, y la preproducción comenzó a realizarse de forma remota. Inicialmente, el rodaje todavía estaba encaminado a comenzar en mayo de 2020, hasta que Disney cambió gran parte de su lista de películas de la Fase Cuatro debido a la pandemia, moviendo la fecha de estreno de Multiverse of Madness al 5 de noviembre de 2021. Raimi se sintió aliviado por este retraso, que les dio a él y a Waldron la oportunidad de comenzar a escribir el guion desde cero en un tiempo razonable y hacer una película propia.
Para poder identificar los puntos fuertes de Raimi y escribir sobre ellos, Waldron vio las películas de la trilogía de Spider-Man del director (2002–2007). Describió Multiverse of Madness como el regreso de Raimi a las "grandes películas de superhéroes" y dijo que tendría todos los aspectos de una película de Sam Raimi, incluida una "dirección un poco más aterradora", con la que sintió que Raimi tenía un sólido historial. Palmer dijo que el trabajo de Waldron al presentar el multiverso en Loki permitió a Marvel Studios "saltar a contar una buena historia" sin tener que volver a explicar esas ideas a la audiencia, y que ayudó a traer "mucho corazón a los conceptos de ciencia ficción". Waldron también usó su experiencia al escribir la serie Rick and Morty, que lo ayudó a "introducir estos grandes conceptos de ciencia ficción en formas que fueran digeribles, apetecibles para la audiencia y sin dejarlos atascados en los detalles aburridos". En lugar de simplemente expandir las apuestas de la película, Waldron vio el multiverso como el "corazón emocional" de la historia que podría usarse de manera personal, como usar "qué pasarían si" y versiones alternativas de personajes para reflexionar sobre los protagonistas de la película y explorar las elecciones correctas o incorrectas de los personajes a través de sus versiones alternativas. Waldron vio Doctor Strange varias veces y dijo que se convirtió en un "estudiante" de esa película para comprender la historia de Strange en el original. También observó cómo se había desarrollado el personaje a través de sus otras apariciones en el UCM, y elogió cómo la imaginación y el conocimiento de la historia de Marvel contribuyeron al guion. El equipo creativo vio los primeros trabajos de producción de la serie animada What If...? para saber cómo se representaba a Strange en esa serie.
Waldron describió a Wanda como "la mejor y más grande bala" que tenían, y dijo que estaba destinada a convertirse en una villana en el UCM, como lo hizo en los cómics, especialmente después del final de WandaVision, cuando se revela "que la familia que construyó no es real. Luego obtiene el Darkhold... y descubre que hay una versión real de sus hijos. Y si tienes el Libro de los Condenados susurrando en tu oído el tiempo suficiente para que tus hijos estén ahí fuera y puedas ir a buscarlos, tal vez eso pueda empujarte a hacer algunas cosas terribles", dijo Waldron. Si ella se convertía en villana al final de la película, sabía que otro proyecto tendría la "diversión" de usarla como villana. También quería evitar que la película se "sobrecargara" agregando un villano diferente relacionado con el multiverso como Kang el Conquistador, y sintió que esto crearía una "versión diluida de Wanda [quien] no sería la protagonista, y en realidad no sería la antagonista". Olsen dudaba en interpretar a la villana después de creer que simplemente estaría "en una cosa de conjunto", pero llegó a sentir que la combinación de WandaVision y Multiverse of Madness le dio la oportunidad de crear un personaje simpático en la serie sobre el que la audiencia tendría sentimientos encontrados al ver la película. Waldron trabajó en estrecha colaboración con Olsen y la guionista principal de WandaVision, Jac Schaeffer, para continuar la historia de Wanda en la película y asegurarse de que fuera una continuación satisfactoria de la serie, mientras que Raimi también estudió la serie para asegurarse de que la película mantuviera "una línea adecuada y dinámica de crecimiento" para su personaje. Para Olsen era importante que la película no repitiera lo que se hizo en WandaVision, sino que fuera una evolución del personaje, y solicitó varios ajustes al guion para evitar momentos que le parecieran demasiado similares a la serie. Para justificar la cantidad de personas que Wanda mata en la película, Olsen se centró en la perspectiva del personaje de que esas personas se interponen en su camino y no la escuchan después de la pérdida de sus hijos en la serie.
Después de que una aparición planificada de Cumberbatch en WandaVision fuera eliminada al final del desarrollo de la serie, se requirieron reescrituras del guion de Multiverse of Madness, que Feige describió como una "maravillosa combinación de coordinación muy dedicada y caos". Estos cambios incluían cómo Strange y Wanda se encuentran en la película. Aunque WandaVision origina la trama de Multiverse of Madness, la película se desarrolló para que también funcionara para los espectadores que no habían visto la serie. El equipo creativo vio además los primeros trabajos de producción de la serie animada What If...? para saber cómo se retrataba a Strange en esa serie. Para mantener la coherencia con el libro Darkhold, que se ve por primera vez en WandaVision pero tiene más tiempo en pantalla en Multiverse of Madness, el departamento de utilería de la película diseñó la utilería para que la serie la usara y luego se reutilizara esa misma utilería para la película. Mientras escribía su primer borrador, Waldron sintió que la película necesitaba "emborracharse [y] encontrar la locura en el multiverso" al presentar versiones de universos alternativos de personajes conocidos de Marvel. Esto condujo a la introducción de los Illuminati, una sociedad secreta de los cómics. Waldron había estado viendo la película Aliens (1986) como inspiración para el tono de suspenso del guion, y disfrutó de cómo los marines espaciales "rudos" "simplemente son masacrados" por los extraterrestres titulares para configurar a estos últimos como villanos más aterradores para el resto de esa película. Quería hacer algo similar con Wanda, presentando a los Illuminati como un grupo de personajes que los fanáticos estarían emocionados de ver y luego hacer que Wanda los matara a todos. La idea de que Strange tomara el control de un cadáver para el final de la película surgió de Waldron y Palmer discutiendo cómo Strange sería capaz de enfrentarse a Wanda de un universo diferente, con el cadáver de otra versión de Strange ya establecido al principio de la película. Raimi, Feige y Cumberbatch estaban entusiasmados con la idea, a pesar de que Raimi inicialmente quería evitar una secuencia zombi, para no repetir lo que había hecho anteriormente con las películas de zombis.
El estreno de la película se cambió nuevamente a fines de abril de 2020, esta vez al 25 de marzo de 2022, luego de que Sony Pictures reprogramara Spider-Man: No Way Home para la fecha de noviembre de 2021. Hasta entonces, Waldron había estado escribiendo el guion esperando que Multiverse of Madness se estrenara antes que No Way Home. Estuvo en contacto con los escritores de No Way Home, Chris McKenna y Erik Sommers, durante todo el proceso de escritura, y después del cambio de fecha de estreno, ajustaron sus respectivos guiones para que en su lugar Multiverse of Madness "volara la tapa del multiverso", continuando después de No Way Home y con Strange ya teniendo experiencia en multiversos. Este cambio tuvo un "efecto devastador" en el resto del guion. Hubo planes iniciales para incluir el nuevo traje de Strange de Multiverse of Madness y América Chávez en No Way Home, mientras se hacía un breve cameo de Spider-Man planeado para Multiverse of Madness. El diseñador de vestuario Graham Churchyard dijo que la pandemia había alterado estos planes. Raimi señaló que donde No Way Home vio a personajes de otros universos ingresar al UCM, Multiverse of Madness presenta personajes del UCM que ingresan al multiverso y exploran diferentes universos. Ejiofor confirmó su participación en junio de 2020, y Xochitl Gomez se unió al elenco en octubre de ese año. Cumberbatch reveló ese mes que el rodaje comenzaría en Londres a principios de noviembre, sin que la producción se viera afectada por el confinamiento nacional en Inglaterra que se fijó del 5 de noviembre al 2 de diciembre de 2020 debido al aumento de casos de COVID-19.

### Rodaje
La fotografía principal comenzó a fines de noviembre de 2020 en Londres, bajo el título provisional de Stellar Vortex. El rodaje se retrasó debido a la fecha de inicio prevista para mayo de 2020 por la pandemia de COVID-19. Olsen comenzó a filmar sus escenas poco después, filmando al mismo tiempo con WandaVision, que completó el rodaje a principios de ese mes. A Olsen le pareció extraño pasar de la serie a protagonizar una película del UCM. A principios de diciembre, el rodaje se estaba llevando a cabo en Longcross Studios en Longcross, Surrey. También se crearon manzanas de la ciudad de Nueva York en los lotes de Longcross Studios, mientras que el diseñador de producción Charlie Woods también construyó en los estudios estructuras adicionales como el Sanctum Sanctorum. McAdams pronto firmó para regresar como Palmer, poco antes de que Feige confirmara oficialmente su participación el 10 de diciembre junto con la participación de Ejiofor y Wong, y que Gómez interpretaría a América Chávez. Cumberbatch había comenzado a filmar sus escenas para entonces, después de completar su trabajo en Spider-Man: No Way Home. Cumberbatch dijo que la película fue más colaborativa que sus apariciones anteriores en el UCM, por lo que sintió que estaba "solo para disfrutar el viaje".
Muchos de los actores, incluidos Olsen Cumberbatch, y Wong, estaban emocionados de trabajar con Raimi. El director dijo que se usaron muchas "imágenes dimensionales" durante el rodaje para contar la historia de la película, ya que pudo usar sus técnicas de cámara preferidas, como usar la cámara y la perspectiva, para crear una sensación de ansiedad para el público. John Mathieson se desempeñó como director de fotografía, y filmó la película con cámaras certificadas Panavision DXL2 IMAX. Raimi alentó la improvisación, explicando que el elenco podía adaptar sus interacciones debido a su conocimiento de sus propios personajes, y que el guion a menudo cambiaba poco antes de que comenzara el rodaje de esas escenas. El final de la película aún estaba "en el aire" cuando comenzó el rodaje, y Cumberbatch dijo que el equipo tardó un tiempo en decidirse por uno que uniera todas las historias de los personajes. Waldron explicó que sentían que el final era demasiado feliz después de toda la "mierda mala" que sucede en la película, y quería mostrar que Strange sufriría las consecuencias de sus acciones (incluida la posesión del cadáver de una versión diferente de sí mismo), lo que se relacionaba con la advertencia de Mordo de la primera película: "La factura vence". Esto los llevó a agregar la escena final donde Strange desarrolla un tercer ojo en su frente, y Waldron sintió que este era el tipo de giro en el que las películas de terror suelen terminar. Desarrollando ese tono, Olsen agregó que iban por un "ambiente de espectáculo de terror", y comparándola con las películas de Raimi de Evil Dead con aspectos del género de terror como "miedo constante". Ella sintió que era "más que una película brillante de Indiana Jones" y sería más oscura que esas películas, y agregó que Raimi estaba tratando de hacer "la película más aterradora de Marvel", y crear "tanta tensión para la audiencia" como fuera posible.
Olsen filmó durante tres semanas antes de que aumentaran las restricciones pandémicas a fines de diciembre debido a un aumento de casos de COVID-19 en el Reino Unido, por lo que se anunció otro cierre en Inglaterra a partir del 6 de enero de 2021. El rodaje se reanudó a principios de 2021, y en algún momento, Cumberbatch tuvo que parar temporalmente de filmar después de estar en contacto cercano con un miembro de la producción que tuvo un resultado positivo falso. A mediados de marzo, Cumberbatch dijo que estaban en medio de la producción, y que Ejiofor había comenzado a filmar sus escenas en Londres para entonces. El rodaje tuvo lugar en Broomfield Hill Car Park en Richmond Park durante la semana del 25 de marzo. El rodaje tuvo lugar en la iglesia Freemasons en Central London durante algunas semanas en abril. El 15 de abril, Feige dijo que estaban en la última semana de rodaje, y que el rodaje tendría lugar desde ese día hasta el 17 de abril en Burrow Hill Cider Farm en Somerset. Según los informes, Jett Klyne y Julian Hilliard, que habían interpretado respectivamente a los hijos de Wanda, Tommy y Billy, en WandaVision, estaban en el set de la granja, y se confirmó que estarían en la película en abril de 2022.

### Posproducción
Bob Murawski y Tia Nolan se desempeñaron como editores de la película. La fotografía adicional para la película se completó a mediados de septiembre de 2021, con Olsen y Wong completando su trabajo. En octubre de 2021, el estreno de la película se retrasó una vez más hasta el 6 de mayo de 2022. Más tarde ese mes, Cumberbatch dijo que estaban en medio del rodaje adicional, con nuevas filmaciones programadas para noviembre y diciembre, durante al menos seis semanas en Los Ángeles. The Hollywood Reporter informó que el rodaje adicional y regrabaciones fueron "significativas", y que se dedicarían dos semanas a la fotografía principal que no se pudo completar previamente debido a problemas de disponibilidad de los actores, y que se filmaría material adicional debido a las demoras relacionadas con el COVID durante el rodaje inicial. Cumberbatch confirmó que las regrabaciones se estaban utilizando para hacer ajustes en el material ya filmado, al tiempo que filmaba partes que "eran simplemente imposibles de hacer [durante la fotografía principal] debido a la logística, COVID, etcétera". The Hollywood Reporter agregó más tarde que, según los informes, las nuevas grabaciones fueron para que la película "se divirtiera más con el multiverso" al agregar más apariciones y variantes de personajes establecidos, similares a No Way Home y la primera temporada de Loki. El avance confirmó la participación de Michael Stuhlbarg como Nicodemus West, repitiendo su papel de Doctor Strange, y que Cumberbatch también interpretaría una versión alternativa del personaje. Las regrabaciones terminaron durante la semana del 13 de diciembre, pero filmaciones adicionales continuaron a principios de enero de 2022. Esta última se completó el 8 de enero. Para fines de mes, Raimi había reunido un corte de la película que se presentaría a las audiencias de prueba y dijo que existía la posibilidad de que se realizaran más grabaciones si las proyecciones de prueba encontraban que se necesitaba una aclaración o mejora. Cumberbatch estaba trabajando en nuevas tomas en el Reino Unido antes del 13 de marzo.
Se reveló que Patrick Stewart, quien interpretó a Charles Xavier / Profesor X en la serie de películas de X-Men, aparecería en la película en un papel no revelado con el lanzamiento del tráiler completo en febrero de 2022. Se creía que Stewart volvería a interpretar el papel de Xavier, que anteriormente había sido objeto de especulación. Un póster de la película, lanzado al mismo tiempo, además insinuaba la inclusión de la Capitana Carter, un personaje que se presentó en What If...?. Stewart inicialmente negó que estuviera en la película, pero pronto admitió que sí participaría. El tráiler también reveló que Topo Wresniwiro volvería a interpretar su papel de Hamir de Doctor Strange. Una criatura que se parece al prominente villano de Doctor Strange Shuma-Gorath aparece en la película, pero se le da el nombre de Gargantos, que proviene de un personaje de cómic diferente, porque los derechos del nombre Shuma-Gorath pertenecen a Heroic Signatures. El ojo de Gargantos se inspiró en el de Olsen para presagiar su papel como antagonista de la película. La entidad cósmica Tribunal Viviente también hace una breve aparición, en la forma de una estatua. Discutiendo la participación de Stewart, así como las suposiciones basadas en el tráiler de que los Illuminati aparecerían en la película, Palmer dijo que los actores que regresaban no necesariamente interpretarían personajes que se habían visto antes, y que si Marvel Studios presentara a los Illuminati harían una versión del grupo "más impulsada por el UCM".
Se confirmó oficialmente que los Illuminati aparecerían en la película en marzo de 2022; y que habría actores que interpretarían nuevas versiones de sus personajes de proyectos anteriores: Stewart interpretaría una nueva versión de Xavier que combinaba elementos de sus actuaciones anteriores, incluida una línea de diálogo de X-Men: primera generación (2014), con elementos de X-Men: The Animated Series (1992-1997); Ejiofor interpretaba una nueva versión de Mordo; Hayley Atwell como la Capitana Carter, después de interpretar la versión de What If...?; Lashana Lynch como una versión diferente de María Rambeau / Capitana Marvel de la que interpretó en Capitana Marvel (2019); y Anson Mount como una versión alternativa de Blackagar Boltagon / Black Bolt de su papel en la serie de ABC de Marvel Television, Inhumans (2017). En el grupo también está John Krasinski como el miembro de los Cuatro Fantásticos, Reed Richards. Krasinski había sido una sugerencia popular para el papel por parte de los fanáticos durante algún tiempo, especialmente desde el anuncio de la nueva película de los The Fantastic Four: First Steps ambientada en el UCM. Cuando se le pidió a Lynch que regresara, asumió que interpretaría a un antepasado de Rambeau y se sorprendió al saber que sería una versión alternativa de Capitana Marvel. La secuencia de los Illuminati se filmó en partes, y muchos de los actores no estaban juntos en el set. El metraje de Krasinski se filmó durante las nuevas grabaciones para reemplazar un cameo planeado por Daniel Craig, quien decidió no filmar el papel porque no creía que un solo día de rodaje valiera la pena el riesgo de contraer COVID-19 y propagarlo a su familia. Según los informes, Craig interpretaría al personaje Balder el Bravo en la escena. Olsen en realidad nunca conoció a Krasinski mientras filmaba la escena en la que Bruja Escarlata mata a Richards; Olsen filmó la escena con un doble. Debido a los protocolos de seguridad para prevenir la propagación del COVID-19, Stewart y otros actores principales filmaron sus escenas de forma aislada sin otros actores presentes, lo que le pareció frustrante y decepcionante. Waldron dijo que la alineación final de los Illuminati era similar a la de su primer borrador, pero con algunas otras sugerencias provenientes de Feige. Waldron consideró incluir a Namor, un miembro de los Illuminati en los cómics, pero Marvel tenía otros planes para él en el UCM; El primer borrador de Waldron también incluía una contraparte de Tierra-838 de Hope van Dyne / The Wasp de Evangeline Lilly como miembro de los Illuminati, quien habría sido asesinada por Wanda aplaudiendo para matarla. Los guiones gráficos del artista Soren Bendt para la escena de la masacre Illuminati sugieren que, además de Balder el Bravo, una contraparte de la Tierra-838 de Obadiah Stane / Iron Monger, quien fue interpretado anteriormente por Jeff Bridges en Iron Man (2008), también fue considerado para el alineación del grupo. También hubo rumores de que Tom Cruise interpretaría una versión alternativa de Iron Man en la película después de estar en la contienda por protagonizar Iron Man (2008), antes de que Robert Downey Jr. fuera elegido. Waldron expresó interés en la idea, pero nunca se acercó a Cruise debido a su calendario de rodaje de Mission: Impossible - Dead Reckoning Part One (2023) y y su secuela (2025). Otros rumores sobre posibles cameos incluyeron la aparición de Ryan Reynolds retomando su papel como Wade Wilson / Deadpool de Deadpool (2016) y Deadpool 2 (2018) de Fox; Waldron confirmó que hubo discusiones sobre traer a Reynolds para que interpretara a Deadpool antes de que decidieran que la película no era "la lugar correcto" para presentarlo. Otro personaje introducido en la película es Clea, con Charlize Theron interpretando el papel. Waldron dijo que querían incluirla en la película, pero sintieron que primero necesitaban resolver la relación de Strange con Christine Palmer, por lo que la presentación del personaje se guardó para la escena de los créditos intermedios, para presentarla como un posible nuevo interés amoroso en una historia futura.
Industrial Light & Magic, Digital Domain, Framestore, Luma Pictures, Capital T, Sony Pictures Imageworks, WetaFX, Trixter, Crafty Apes y Perception trabajaron en los efectos visuales de la película, en el que se crearon unas 2000 tomas de efectos visuales. Framestore trabajó en la secuencia de salto del multiverso con Strange y Chavez, mientras que Luma Pictures trabajó en la escena de lucha de Gargantos. Perception también diseñó la secuencia del título principal de la película, que emplea imágenes coloridas de la prueba de Rorschach porque Raimi quería que la secuencia "completara y contrastara la película". Graham Churchyard sirvió como diseñador de vestuario y creó la mayoría de los trajes para la película, con la excepción de los destinados a Black Bolt y Richards, los cuales no pudieron completarse a tiempo debido a las restricciones de viaje causadas por la pandemia de COVID-19, y se realizaron mediante el uso de efectos visuales. A fines de agosto de 2022, Waldron reveló que uno de los primeros borradores del guion de la película incluía una escena poscréditos que involucraba a un Richards aparentemente vivo, pero la idea fue descartada. Gómez señaló que Marvel solicitó numerosas reescrituras del guion de Waldron.

### Doblaje
| Intérprete original  | Personaje                        | Doblaje en España    |
| -------------------- | -------------------------------- | -------------------- |
| Benedict Cumberbatch | Dr. Stephen Strange              | Iván Muelas          |
| Elizabeth Olsen      | Wanda Maximoff / Bruja Escarlata | Cristina Yuste       |
| Chiwetel Ejiofor     | Karl Mordo                       | Carlos di Blasi      |
| Benedict Wong        | Wong                             | Santi Lorenz         |
| Xochitl Gomez        | América Chávez                   | Laia Vidal           |
| Michael Stuhlbarg    | Nicodemus West                   | Manuel Gimeno        |
| Rachel McAdams       | Christine Palmer                 | Isabel Valls         |
| Julian Hilliard      | Billy Maximoff                   | Miquel Rodríguez     |
| Jett Klyne           | Tommy Maximoff                   | Fran López           |
| Patrick Stewart      | Charles Xavier                   | Javier Franquelo     |
| Hayley Atwell        | Capitana Carter                  | Graciela Molina      |
| Lashana Lynch        | Maria Rambeau / Capitana Marvel  | Elisa Beuter         |
| Anson Mount          | Blackagar Boltagon / Black Bolt  | Miguel Ángel Montero |
| John Krasinski       | Reed Richards / Mister Fantastic | Juan Amador Pulido   |

## Música
Se anunció que el compositor de Doctor Strange (2016), Michael Giacchino, regresaría para la secuela en octubre de 2019, cuando Derrickson asumió el cargo de director. Después de que Raimi asumiera el cargo, Danny Elfman fue contratado como compositor en su lugar. Elfman ya había trabajado previamente con Raimi en Darkman (1990), Spider-Man (2002), Spider-Man 2 (2004) y Oz the Great and Powerful (2013). Elfman dijo que se referiría al tema Doctor Strange de Giacchino de una manera similar a como usó el tema de Alan Silvestri de The Avengers (2012) cuando trabajó en Avengers: Age of Ultron (2015). En febrero de 2021, Elfman había comenzado a trabajar en la música que se usaría durante el rodaje, pero no comenzó a trabajar en la partitura real para la secuela durante varios meses. En enero de 2022, Elfman reveló que estaba trabajando para completar la partitura,que incluía dirigir una orquesta en los Abbey Road Studios de Londres, con su colaborador frecuente Steve Bartek participando de forma remota a través de Zoom. Además del tema Doctor Strange de Giacchino, la partitura también incluye el tema musical «WandaVision!» escrito por Kristen Anderson-Lopez y Robert Lopez del episodio «Don't Touch That Dial» de WandaVision, el tema principal de X-Men: la serie animada, de Ron Wasserman, y «Captain America March», de Alan Silvestri, de Capitán América: el primer vengador (2011). El álbum completo se lanzó el 4 de mayo de 2022, con tres "pistas spoiler" que se excluyeron del lanzamiento inicial y que estuvieron disponibles a partir del 20 de mayo siguiente.

## Marketing
Un avance de la película apareció en los poscréditos de Spider-Man: No Way Home, antes de su lanzamiento en línea el 22 de diciembre de 2021. Matt Webb Mitovich de TVLine lo llamó un "tráiler conmovedor y emocionante" y señaló el final que revelaba que Doctor Strange Supremo, una versión alternativa del personaje presentado en la serie animada What If...?, se presentaría. Alex Welch de Inverse sintió que era "un avance adecuadamente psicodélico, lleno de revelaciones y momentos divertidos que deberían dejar atónitos a los fanáticos de Marvel" y sugirió que la película uniría "muchos de los hilos multiversales que quedan colgando" de Spider-Man: No Way Home, WandaVision y las primeras temporadas de Loki y What If...?. Al escribir para Decider, Alex Zalben creía que Doctor Strange and the Multiverse of Madness era un "resultado directo" de What If...?, que "instantáneamente hace que la serie animada sea mucho más importante de lo que los fanáticos de Marvel podrían haber pensado originalmente". James Grebey de Syfy Wire dijo que había "un aura muy siniestra en todo el tráiler". La mercancía de la película comenzó a estar disponible a partir de diciembre de 2021 con la revelación de las figuras de Marvel Legends basadas en la película.
Un adelanto se emitió durante el Super Bowl LVI, el 13 de febrero de 2022 y el tráiler completo se estrenó en línea luego del cierre del evento. Justin Carter en Gizmodo destacó cómo el tráiler continuó con el enfoque "visualmente alucinante" de la primera película hacia dimensiones alternativas mientras agregaba más elementos de terror, y también estaba emocionado por la breve aparición de América Chávez; mientras que su colega Germain Lussier sintió, en comparación con el adelanto, que el tráiler "aumentó las apuestas exponencialmente con todo tipo de revelaciones e imágenes salvajes". Charles Pulliam-Moore de The Verge dijo que el tráiler hizo un mejor trabajo al transmitir la trama de la película que el adelanto, y sintió que la película sería la "culminación de todos los problemas generales" presentados en WandaVision y Loki. Muchos comentaristas destacaron la revelación de la participación de Patrick Stewart en el tráiler, lo que llevó a la especulación de que Multiverse of Madness introduciría la versión del UCM de los Illuminati. RelishMix informó que el tráiler tuvo 93,12 millones de visitas en 24 horas en Facebook, Twitter, YouTube e Instagram, y que fue el tráiler más destacado entre los que se emitieron durante el Super Bowl según sus métricas. Disney reportó 143 millones de visitas en línea a través de Twitter, Facebook, Instagram, YouTube, TikTok, Snapchat y búsquedas de Google, y 55 millones de visitas de transmisiones.
Funko Pops basados en la película fueron revelados en marzo de 2022. En abril de 2022, para promocionar la preventa de los boletos se lanzó un nuevo avance y pósteres. En abril, Procter & Gamble lanzó un comercial promocionando la película y el detergente para ropa Tide con Wong y la Capa de Levitación. Más tarde ese mes, Disney mostró la secuencia de apertura de la película en CinemaCon. La película también se asoció con G Fuel y Xbox, que crearon kits de consola y controladores personalizados de marca compartida inspirados en la película, además de presentar un reloj Jaeger-Le Coultre en la película. También se asoció con Mori Building Company, un desarrollador de paisajes urbanos japonés, que convirtió su cafetería y menú en una experiencia fotográfica interactiva para promocionar la película. Las asociaciones adicionales incluyeron Cadillac, Maybank, Shell US en la región de Asia-Pacífico (APAC), y también Xiaomi y T-Mobile en la región de EMEA. El 29 de abril se lanzaron tres episodios de la serie Marvel Studios: Leyendas, explorando a los personajes de Doctor Strange, Wong y Bruja Escarlata usando imágenes de sus apariciones anteriores en el UCM. Además, ocho VTubers de Hololive Production promocionaron la película en YouTube en un evento especial previo a su estreno mundial, el 3 de mayo de 2022. Disney gastó un total de $150 millones en la promoción de la película.

## Estreno

### En cines
Doctor Strange in the Multiverse of Madness tuvo su estreno mundial en Hollywood, Los Angeles, el 2 de mayo de 2022. La película se estrenó en el Reino Unido el 5 de mayo de 2022 y en Estados Unidos el 6 de mayo en 4DX, RealD 3D, IMAX, Dolby Cinema, ScreenX y Superscreen. Anteriormente, se había programado su estreno para el 7 de mayo de 2021, pero se retrasó hasta el 5 de noviembre de 2021, debido a la pandemia de COVID-19, antes de que se cambiara a la fecha del 25 de marzo de 2022 después de que Sony reprogramara Spider-Man: No Way Home a la fecha del 17 de diciembre de 2021. En octubre de 2021, el estreno se cambió una vez más a su fecha actual del 6 de mayo de 2022. La película forma parte de la Fase Cuatro del UCM.
En abril de 2022, The Hollywood Reporter confirmó que la película no se estrenaría en Arabia Saudita debido a la inclusión de América Chávez, un personaje gay. Nawaf Alsabhan, supervisor general de clasificación de cine de Arabia Saudita, dijo que la película no había sido prohibida en el país, pero reveló que Disney "no estaba dispuesta" a acceder a su pedido de cortar "apenas 12 segundos" de una escena en la que Chávez se refiere a sus "dos mamás". La película se estrenaría en varios países del Golfo Pérsico, el 5 de mayo, antes de que se retiraran las entradas anticipadas de los sitios web de los cines en Arabia Saudita, Kuwait y Catar. Las entradas todavía estaban disponibles en los Emiratos Árabes Unidos, lo que The Hollywood Reporter declaró que era una indicación de que la película aún podría estrenarse allí. IMAX Corporation también confirmó que la película no se estrenaría en Egipto. Cumberbatch se mostró decepcionado por las decisiones de los países de no estrenar la película y dijo: "Hemos llegado a saber por esos regímenes represivos que su falta de tolerancia excluye a las personas que merecen no solo ser incluidas, sino celebradas por lo que son y sentirse parte de una sociedad y una cultura y no castigadas por su sexualidad. Se siente realmente fuera de sintonía con todo lo que hemos experimentado como especie, y mucho menos donde estamos globalmente más como cultura, pero, francamente, es solo una razón más por la que no es tokenismo incluir a un miembro de la comunidad LGBTQ+". Deadline Hollywood también informó que era poco probable que la película se estrenara en China, después de que se notara en algunas imágenes del tráiler un letrero de The Epoch Times, un periódico que se opone al Partido Comunista Chino (PCCh). La película se había enviado para su revisión a los funcionarios chinos en ese momento. A mediados de mayo, el director ejecutivo de Disney, Bob Chapek, dijo que la situación era complicada, pero señaló que la película ya había tenido éxito sin estrenarse en China.

### Medios domésticos
La película se estrenó el 22 de junio de 2022 en Disney+, con la opción de ver la versión cinematográfica de la película o una versión mejorada de IMAX. Se estrenará además en Blu-ray Ultra HD, Blu-ray y DVD, el 26 de julio de 2022. Los medios domésticos incluyen comentarios de audio, escenas eliminadas, bloopers y detrás de escenas.
Según Samba TV, 2,1 millones de hogares estadounidenses vieron Doctor Strange in the Multiverse of Madness en los primeros cinco días de estar disponible en Disney+; esto fue comparable a la audiencia de Shang-Chi and the Legend of the Ten Rings (2021) y Eternals (2021). Según el agregador de streaming, JustWatch, Doctor Strange in the Multiverse of Madness fue la sexta película más reproducida en los Estados Unidos en 2022.

## Recepción

### Taquilla
Doctor Strange in the Multiverse of Madness recaudó $411,9 millones de dólares en Estados Unidos y Canadá y $544,4 millones en otros territorios, para un total mundial de $955,8 millones de dólares. Fue la cuarta película más taquillera de 2022. Forbes estimó que la película obtuvo una ganancia de $183 millones.
La película ganó $42 millones de dólares en preventa de boletos a través de Fandango, y vendió la mayor cantidad de boletos en la plataforma desde Spider-Man: No Way Home (2021), superando también a la preventa de The Batman (2022) en 24 horas. Su fin de semana de estreno mundial de $452,4 millones fue la novena apertura más grande de la historia, y marcó el debut de mayo más alto de todos los tiempos para IMAX ($33 millones).
En Estados Unidos y Canadá, la película recaudó $187,4 millones en su primer fin de semana, superando los $151 millones brutos del primer fin de semana de Spider-Man 3 (2007) para convertirse en el más alto de la carrera de Sam Raimi. Recaudó $90,7 millones en su día de estreno, que incluyeron $36 millones de los avances del jueves. La vista previa fue la segunda mejor vista previa durante la pandemia detrás de Spider-Man: No Way Home y el octavo rendimiento general de vista previa más grande, mientras que el bruto del día de apertura fue el séptimo más alto en la historia de la industria. La cuenta de 90,7 millones de dólares del día de estreno de la película es también la mayor recaudación bruta de un solo día en mayo de todos los tiempos. En su segundo fin de semana, la película recaudó $61 millones, convirtiéndose en una de las mayores caídas de taquilla del segundo fin de semana del MCU. Deadline Hollywood atribuyó la disminución del 67% al "mal boca a boca" sobre la película y su calificación de CinemaScore, mientras que EntTelligence vio una reducción de más del 17 % en los asientos disponibles para la película, lo que resultó en menos horarios, lo que también condujo al declive. En su tercer fin de semana, la película recaudó $31,6 millones de dólares. La película recaudó $17 millones en su cuarto fin de semana para un total acumulado de $376,1 millones, superando los $369,3 millones de The Batman para convertirse en la película más taquillera de 2022 (luego superada por Top Gun: Maverick). Terminó siendo la cuarta película más taquillera de 2022 en esta región.
Fuera de los Estados Unidos y Canadá, Multiverse of Madness recaudó $265 millones en 49 mercados durante su primer fin de semana, aterrizando en el número uno en numerosos mercados. La película recaudó $27,2 millones en 20 mercados el día de su estreno, superando los resultados generales del primer día de Doctor Strange (2016) en un 153 % y The Batman en un 210 %, pero quedando por detrás de No Way Home por un 4 %. La película tuvo el día de apertura más alto bruto para una película estrenada durante la pandemia de COVID-19 en Filipinas y Tailandia, con $1.2 millones en ambos mercados, y el segundo mejor ídem en Francia ($3  millones), Italia ($2,2 millones) y Alemania ($1,8 millones). En Malasia, la película recaudó $1,6 millones de dólares en su día de estreno, convirtiéndose en la segunda película con recaudación más alta en la historia de la industria del país. La película ganó $10.3 millones de dólares de sus preestrenos en Latinoamérica, incluidos México ($3,5 millones de dólares) y Brasil ($2,7 millones de dólares). Al 12 de junio de 2022, los mercados internacionales más grandes de la película eran Reino Unido ($51,4 millones de dólares), Corea del Sur ($49,2 millones), México ($40,6 millones), Brasil ($33,1 millones) y Francia ($27,7 millones).

### Respuesta crítica
En el sitio web agregador de reseñas, Rotten Tomatoes, el 74 % de las 457 reseñas de los críticos son positivas, con una calificación promedio de 6.5/10. El consenso del sitio web dice: «Doctor Strange in the Multiverse of Madness trabaja bajo el peso del UCM en expansión, pero la dirección distintiva de Sam Raimi lanza un hechizo entretenido». El sitio web Metacritic, que usa un promedio ponderado, asignó a la película una puntuación de 60 sobre 100 en base a 65 críticas profesionales, lo que indica "reseñas mixtas o promedio". Las audiencias encuestadas por CinemaScore le dieron a la película una calificación promedio de "B+" en una escala de A+ a F, mientras que PostTrak informó que el 82 % de los miembros de la audiencia le dieron una puntuación positiva, y el 69 % dijo que definitivamente la recomendaría.
Don Kaye de Den of Geek le dio a la película 4 de 5 estrellas, sintiendo que "complacería a las legiones de fanáticos establecidos al aceptar la rareza del cómic" y elogió la dirección de Raimi por ser "la visión más singularmente identificable de un director del MCU". Elogió la actuación de Olsen, particularmente sus expresiones de duelo, y cómo el papel de McAdams fue más sustancial en la película, pero sintió que el papel de Gómez quedó "reducido al papel de máquina de exposición". Owen Gleiberman de Variety sintió que la película contenía efectos visuales excesivo y era "un acertijo de Marvel sobre cuál es la realidad y, en algunos momentos, un poco una prueba". Al igual que Kaye, disfrutó de la dirección de Raimi en varias escenas, que en su opinión tenían "el espíritu sociable y el cambiante estilo imaginativo que mostró en las dos primeras películas de Spider-Man". Entertainment Weekly elogió la interpretación de Raimi de Doctor Strange y la dirección, y dijo que la película se sentía como "muchas cosas dispares y, a menudo, profundamente confusas: comedia, horror camp, drama maternal, bola de fuego sostenida", pero diferente de las películas anteriores del UCM; Greenblatt llamó a esta experiencia "tremendamente refrescante", después de 23 películas en el UCM. Pete Hammond de Deadline Hollywood también elogió la dirección y la narración de Raimi, que pensó que era una mezcla "exitosamente entretenida" de una narración "especie oscura y aterradora" con personajes establecidos del UCM, y sintió que era similar a sus películas de terror anteriores, como The Evil Dead (1981). Amelia Emberwing en IGN la calificó con un 7 de 10 y dijo que había "algo en este nuevo capítulo" del UCM, concluyendo que era "una película de Sam Raimi de principio a fin", mientras que Nicholas Barber de BBC.com la calificó como "tan alegremente extravagante como cualquier película de culto independiente".
John Defore de The Hollywood Reporter opinó que los fanáticos de Raimi pueden "desanimarse" con la escena de la batalla Kamar-Taj, pero sintió que su dirección en las siguientes escenas había mostrado mejor su "estilo distintivo". Aunque no estaba satisfecho con la película en "algunos aspectos", elogió el acto final tal como lo sintió al "jugar más con las fortalezas de Raimi: [es] más suelto, más cinético y ocasionalmente tonto a pesar de [los] grandes riesgos". Justin Chang de Los Angeles Times le dio una crítica positiva y también elogió la película por la dirección de Raimi. La llamó una "historia alternativamente tonta y espeluznante que se detiene de vez en cuando para desatar una ola de dolor". Chang elogió las actuaciones, en particular las de Benedict Cumberbatch y Elizabeth Olsen, al tiempo que disfruta las imágenes y el enfoque de la película sobre el multiverso, que consideró que le permitía "plantear algunas preguntas divertidas sobre el destino, la predestinación y la decencia humana", en lugar de usarlo para efectos cómicos. Dan Jolin de Empire calificó a la película con 4 de 5 estrellas, elogiando la dirección de Raimi y citando que las secuencias de acción fueron creativas, y declarándolas como "la película más trastornada y enérgica de Marvel hasta el momento, tanto como un regreso ganador para el director Sam Raimi como un mega-ejercicio presupuestario para aumentar las apuestas universales". David Sims de The Atlantic calificó la película como "sorprendentemente buena" y también elogió la dirección de Raimi, señalando que estaba contento para "ver espacio para un autor de género real en medio de todas las maquinaciones multiversales" en el UCM, pero criticó el ritmo y el elenco.
Peter Bradshaw de The Guardian calificó a la película con 3 de 5 y le dio una crítica más crítica pero positiva, concluyendo que "las realidades infinitas tienden a reducir el impacto dramático de cualquier realidad única", pero consideró que la película la manejó bien a través de su "ligereza y diversión". David Ehrlich de IndieWire dio una revisión más crítica, ya que sintió que el personaje Strange se había "diluido" después de los eventos de No Way Home, criticando el comienzo por lo que sintió "comienza como una historia seria de personas lanzando efectos visuales a piezas más grandes de efectos mientras gritan sobre cualquier cosa nueva que esté amenazando toda existencia". Su opinión sobre la dirección de Raimi fue mixta, comentando que "no fue suficiente para hacer de Multiverse of Madness una gran película,... [pero] fue suficiente para convertirla en una película real de Sam Raimi". Brian Tallerico para RogerEbert.com, sin embargo, calificó la película con 2 de 4 y le dio una crítica negativa, sintiendo que la película fue "cosida a partir de piezas de otras películas, cómics, y programas de televisión y le dieron vida con la electricidad de un presupuesto de Marvel" y la etiquetó como una "película de Frankenstein". Criticó la caracterización en la película y sintió que "la historia siguió centrándose en rasgos de carácter "superficiales" en lugar de desarrollar el multiverso, enumerando "el duelo de Wanda, el amor tácito de Strange por Christine o la incertidumbre de Estados Unidos sobre sus propios poderes" como ejemplos. Aunque criticó el uso de CGI, reconoció que contenía el "estilo visual" de Raimi. Alonso Duralde de TheWrap también hizo una crítica negativa, comparando el uso de la película del multiverso al de Everything Everywhere All at Once, y escribió: "La película independiente audazmente inventiva de Daniels explota con ingenio, nervio y carácter, la mayor parte de lo que falta de manera prominente en esta última aventura del UCM", lo que lo llevó a criticar la escritura, que consideraba "tan repleta de tramas, incidentes y adornos mágicos" que reducía el desarrollo del personaje, pero disfrutaba la partitura de Danny Elfman y los efectos visuales.

### Reconocimientos
| Premio                                              | Fecha de ceremonia      | Categoría                                                                        | Receptor(es)                                                                                           | Resultado | Ref(s)          |
| --------------------------------------------------- | ----------------------- | -------------------------------------------------------------------------------- | --- | --------- | --------------- |
| Critics' Choice Super Awards                        | 16 de marzo de 2023     | Mejor película de superhéroes                                                    | Doctor Strange in the Multiverse of Madness                                                            | Nominada  | [ 245 ]         |
| Critics' Choice Super Awards                        | 16 de marzo de 2023     | Mejor actor en una película de superhéroes                                       | Benedict Cumberbatch                                                                                   | Nominado  | [ 245 ]         |
| Critics' Choice Super Awards                        | 16 de marzo de 2023     | Mejor actriz en una película de superhéroes                                      | Elizabeth Olsen                                                                                        | Nominada  | [ 245 ]         |
| Critics' Choice Super Awards                        | 16 de marzo de 2023     | Mejor villana en una película                                                    | Elizabeth Olsen                                                                                        | Nominada  | [ 245 ]         |
| Dragon Awards                                       | 4 de septiembre de 2022 | Mejor película de ciencia ficción o fantasía                                     | Doctor Strange in the Multiverse of Madness                                                            | Nominada  | [ 246 ]         |
| Florida Film Critics Circle Awards                  | 22 de diciembre de 2022 | Mejores efectos visuales                                                         | Doctor Strange in the Multiverse of Madness                                                            | Nominada  | [ 247 ] [ 248 ] |
| Golden Trailer Awards                               | 6 de octubre de 2022    | Mejor aventura de fantasía                                                       | "Nightmare" (Wild Card)                                                                                | Nominado  | [ 249 ] [ 250 ] |
| Golden Trailer Awards                               | 6 de octubre de 2022    | Mejor tráiler de éxito de taquilla del verano de 2022                            | "Nightmare" (Wild Card)                                                                                | Nominado  | [ 249 ] [ 250 ] |
| Golden Trailer Awards                               | 6 de octubre de 2022    | Mejor spot televisivo de éxito de taquilla del verano de 2022                    | "Ready" (Wild Card)                                                                                    | Ganador   | [ 249 ] [ 250 ] |
| Golden Trailer Awards                               | 29 de junio de 2023     | Mejor Digital - Aventura de fantasía                                             | "Open Says Me" (Tiny Hero)                                                                             | Nominado  | [ 251 ] [ 252 ] |
| Premios Grammy                                      | 5 de febrero de 2023    | Mejor Arreglo, Instrumental o A Cappella                                         | Danny Elfman (por la canción «Main Titles»)                                                            | Nominado  | [ 253 ]         |
| Hollywood Music in Media Awards                     | 16 de noviembre de 2022 | Mejor banda sonora original en una película de ciencia ficción/fantasía          | Danny Elfman                                                                                           | Ganador   | [ 254 ]         |
| Hollywood Music in Media Awards                     | 16 de noviembre de 2022 | Mejor supervisión musical - Película                                             | Dave Jordan                                                                                            | Nominado  | [ 254 ]         |
| Hollywood Professional Association Awards           | 17 de noviembre de 2022 | Mejores Efectos Visuales – Largometraje                                          | Julian Foddy, Jan Maroske, Koen Hofmeester, Sally Wilson, y John Seru (Industrial Light & Magic)       | Ganadores | [ 255 ]         |
| Hollywood Professional Association Awards           | 17 de noviembre de 2022 | Mejores Efectos Visuales – Largometraje                                          | Joel Behrens, Alexandre Millet, Kazuki Takahashi, Juan Pablo Allgeier, y Bryan Smeall (Digital Domain) | Nominados | [ 255 ]         |
| International Film Music Critics Association Awards | 23 de febrero de 2023   | Mejor Banda Sonora Original para una Película de Fantasía/Ciencia Ficción/Terror | Danny Elfman                                                                                           | Nominado  | [ 256 ] [ 257 ] |
| Lumiere Awards                                      | 10 de febrero de 2023   | Mejor conversión 2D a 3D                                                         | Doctor Strange in the Multiverse of Madness                                                            | Ganadora  | [ 258 ]         |
| MTV Movie & TV Awards                               | 7 de mayo de 2023       | Mejor Villana                                                                    | Elizabeth Olsen                                                                                        | Ganadora  | [ 259 ]         |
| Nickelodeon Kids' Choice Awards                     | 4 de marzo de 2023      | Actriz de cine favorita                                                          | Elizabeth Olsen                                                                                        | Nominada  | [ 260 ]         |
| People's Choice Awards                              | 6 de diciembre de 2022  | Película de 2022                                                                 | Doctor Strange in the Multiverse of Madness                                                            | Ganadora  | [ 261 ]         |
| People's Choice Awards                              | 6 de diciembre de 2022  | Película acción de 2022                                                          | Doctor Strange in the Multiverse of Madness                                                            | Ganadora  | [ 261 ]         |
| People's Choice Awards                              | 6 de diciembre de 2022  | Estrella de cine femenina de 2022                                                | Elizabeth Olsen                                                                                        | Ganadora  | [ 261 ]         |
| People's Choice Awards                              | 6 de diciembre de 2022  | Estrella de cine de acción de 2022                                               | Elizabeth Olsen                                                                                        | Ganadora  | [ 261 ]         |
| Saturn Awards                                       | 25 de octubre de 2022   | Mejor película de superhéroes                                                    | Doctor Strange in the Multiverse of Madness                                                            | Nominada  | [ 262 ] [ 263 ] |
| Saturn Awards                                       | 25 de octubre de 2022   | Mejor actor de reparto en una película                                           | Benedict Wong                                                                                          | Nominado  | [ 262 ] [ 263 ] |
| Saturn Awards                                       | 25 de octubre de 2022   | Mejor música de cine                                                             | Danny Elfman                                                                                           | Ganador   | [ 262 ] [ 263 ] |
| Saturn Awards                                       | 25 de octubre de 2022   | Mejor Película Visual / Efectos Especiales                                       | Jorundur Rafn Arnarson, Erik Winquist, and Joe Letteri                                                 | Nominados | [ 262 ] [ 263 ] |

## Especial documental
En febrero de 2021, se anunció la serie documental Marvel Studios: Assembled. El especial para esta película, Assembled: The Making of Doctor Strange in the Multiverse of Madness, se estrenó en Disney+, el 8 de julio de 2022.